# Siletiteniz
Siletiteniz (în kazahă Сілетітеңіз, cu alfabetul chirilic: Sıletıteñız), menționat, de asemenea, sub numele Seletyteniz și Seletytengiz, este un lac sărat endoreic situat în Stepa Ishim⁠(d), care face parte din Câmpia Siberiei de Vest. Lacul se află parțial în provinciile Kazahstanul de Nord și Pavlodar, lângă granița cu Rusia.
Teniz este cuvântul kazah pentru „mare”, în timp ce etimologia cuvântului Selety este mai puțin clară. O ipoteză este că derivă din cuvântul eniseian *sēre, care înseamnă „cerb”.

## Geografie
Bazinul lacului se întinde pe o suprafață de 777 de kilometri pătrați, dar suprafața efectivă acoperită de apă variază în funcție de anotimpuri. Lacul atinge o adâncime maximă de 3,2 metri și are un volum de aproximativ 1,5 kilometri cubi. Malurile de nord și de est sunt înalte și drepte, în timp ce malul de vest este jos și crestat, cedând treptat loc mlaștinilor sărate⁠(d). Hidrogenul sulfurat este emanat din depozitele de pe fundul lacului. Lacul mai mic Kyzylkak⁠(d) se află la o distanță de 14 kilometri est de capătul său nordic, lacul Teke⁠(d) la 36 de kilometri nord și Ulken-Karoy⁠(d) la 60 de kilometri nord-vest.
Lacul este alimentat în principal de zăpadă. Râul Sileti⁠(d), care are o lungime de 407 kilometri și drenează o suprafață de 18.500 de kilometri pătrați, se varsă uneori în lac în perioadele de inundații, dar se risipește de obicei în mlaștinile de la sud de lac.